# فلورنسا فيرنانديز
فلورنسا فيرنانديز هي راكبة الكنو برتغالية، ولدت في 1 ديسمبر 1968.

## وصلات خارجية
- فلورنسا فيرنانديز على موقع أوليمبيديا (الإنجليزية)